# Reino Unido en los Juegos Olímpicos de Río de Janeiro 2016
El Reino Unido estuvo representado en los Juegos Olímpicos de Río de Janeiro 2016 por un total de 366 deportistas que compitieron en 25 deportes. Responsable del equipo olímpico es la Asociación Olímpica Británica, así como las federaciones deportivas nacionales de cada deporte con participación.
El portador de la bandera en la ceremonia de apertura fue el tenista Andy Murray.

## Medallistas
El equipo olímpico del Reino Unido obtuvo las siguientes medallas:
| Nombre | Deporte               | Competición               |
| --- | --------------------- | ------------------------- |
| Oro |                       |                           |
| Mohamed Farah | Atletismo             | 10 000 m M                |
| Mohamed Farah | Atletismo             | 5000 m M                  |
| Nicola Adams | Boxeo                 | Mosca (48-51 kg) F        |
| Jason Kenny | Ciclismo en pista     | Velocidad ind. M          |
| Philip Hindes Jason Kenny Callum Skinner                                                                                                 | Ciclismo en pista     | Velocidad por eqs. M      |
| Jason Kenny | Ciclismo en pista     | Keirin M                  |
| Laura Trott | Ciclismo en pista     | Omnium F                  |
| Edward Clancy Steven Burke Owain Doull Bradley Wiggins                                                                                   | Ciclismo en pista     | Persecución por eqs. M    |
| Katie Archibald Laura Trott Elinor Barker Joanna Rowsell-Shand                                                                           | Ciclismo en pista     | Persecución por eqs. F    |
| Max Whitlock | Gimnasia artística    | Suelo M                   |
| Max Whitlock | Gimnasia artística    | Caballo con arcos M       |
| Justin Rose | Golf                  | Individual M              |
| Charlotte Dujardin (Valegro) | Hípica                | Doma ind.                 |
| Nick Skelton (Big Star) | Hípica                | Saltos ind.               |
| Equipo | Hockey sobre hierba   | Torneo F                  |
| Adam Peaty | Natación              | 100 m braza M             |
| Liam Heath | Piragüismo            | K1 200 m M                |
| Joseph Clarke | Piragüismo en eslalon | K1 M                      |
| Helen Glover Heather Stanning | Remo                  | Dos sin timonel (W2-) F   |
| Alexander Gregory Mohamed Sbihi George Nash Constantine Louloudis                                                                        | Remo                  | 4 sin timonel (M4-) M     |
| Scott Durant Thomas Ransley Andrew Triggs Hodge Matthew Gotrel Peter Reed Paul Bennett Matthew Langridge William Satch Phelan Hill (t)   | Remo                  | 8 con timonel (M8+) M     |
| Christopher Mears Jack Laugher | Saltos                | Trampolín 3 m sincro. M   |
| Jade Jones | Taekwondo             | –57 kg F                  |
| Andy Murray | Tenis                 | Individual M              |
| Alistair Brownlee | Triatlón              | Individual M              |
| Giles Scott | Vela                  | Finn M                    |
| Hannah Mills Saskia Clark | Vela                  | 470 F                     |
| Plata |                       |                           |
| Jessica Ennis-Hill | Atletismo             | Heptatlón F               |
| Joseph Joyce | Boxeo                 | Superpesado (+91 kg) M    |
| Rebecca James | Ciclismo en pista     | Keirin F                  |
| Callum Skinner | Ciclismo en pista     | Velocidad ind. M          |
| Mark Cavendish | Ciclismo en pista     | Omnium M                  |
| Rebecca James | Ciclismo en pista     | Velocidad ind. F          |
| Louis Smith | Gimnasia artística    | Caballo con arcos M       |
| Bryony Page | Gimnasia en trampolín | Trampolín F               |
| Spencer Wilton (Super Nova) Fiona Bigwood (Orthilia) Carl Hester (Nip Tuck) Charlotte Dujardin (Valegro)                                 | Hípica                | Doma por eqs.             |
| Jazmin Carlin | Natación              | 400 m libre F             |
| Siobhan-Marie O'Connor | Natación              | 200 m estilos F           |
| Jazmin Carlin | Natación              | 800 m libre F             |
| Stephen Milne Duncan Scott Daniel Wallace James Guy                                                                                      | Natación              | 4x200 m libre M           |
| Chris Walker-Hebborn Adam Peaty James Guy Duncan Scott                                                                                   | Natación              | 4 × 100 m estilos M       |
| David Florence Richard Hounslow | Piragüismo en eslalon | C2 M                      |
| Liam Heath Jonathan Schofield | Piragüismo            | K2 200 m M                |
| Victoria Thornley Katherine Grainger | Remo                  | Doble scull (W2X) F       |
| Catherine Greves Melanie Wilson Frances Houghton Polly Swann Jessica Eddie Olivia Carnegie-Brown Karen Bennett Zoe Lee Zoe de Toledo (t) | Remo                  | 8 con timonel (W8+) F     |
| Equipo | Rugby 7               | Torneo M                  |
| Jack Laugher | Saltos                | Trampolín 3 m M           |
| Lutalo Muhammad | Taekwondo             | –80 kg M                  |
| Jonathan Brownlee | Triatlón              | Individual M              |
| Nick Dempsey | Vela                  | RS:X M                    |
| Bronce |                       |                           |
| Gregory Rutherford | Atletismo             | Salto de longitud M       |
| Sophie Hitchon | Atletismo             | Martillo F                |
| Eilidh Doyle Anyika Onuora Emily Diamond Christine Ohuruogu                                                                              | Atletismo             | 4 × 400 m F               |
| Asha Philip Desirèe Henry Dina Asher-Smith Daryll Neita                                                                                  | Atletismo             | 4 × 100 m F               |
| Chris Langridge Marcus Ellis | Bádminton             | Dobles M                  |
| Joshua Buatsi | Boxeo                 | Semipesado (81 kg) M      |
| Katy Marchant | Ciclismo en pista     | Velocidad ind. F          |
| Christopher Froome | Ciclismo en ruta      | Contrarreloj M            |
| Max Whitlock | Gimnasia artística    | Concurso completo ind. M  |
| Amy Tinkler | Gimnasia artística    | Suelo F                   |
| Nile Wilson | Gimnasia artística    | Barra fija M              |
| Sally Conway | Judo                  | –70 kg F                  |
| Thomas Daley Daniel Goodfellow | Saltos                | Plataforma 10 m sincro. M |
| Bianca Walkden | Taekwondo             | +67 kg M                  |
| Edward Ling | Tiro                  | Foso M                    |
| Steven Scott | Tiro                  | Doble foso M              |
| Victoria Holland | Triatlón              | Individual F              |